# ISEE-3/ICE

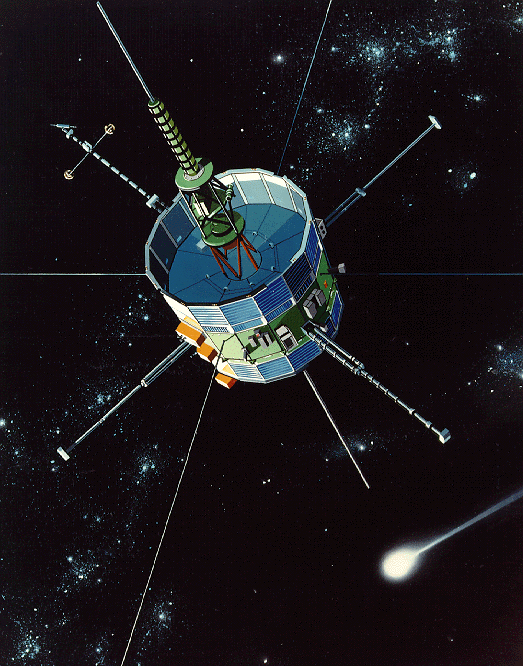
ISEE3/ICE-Raumsonde

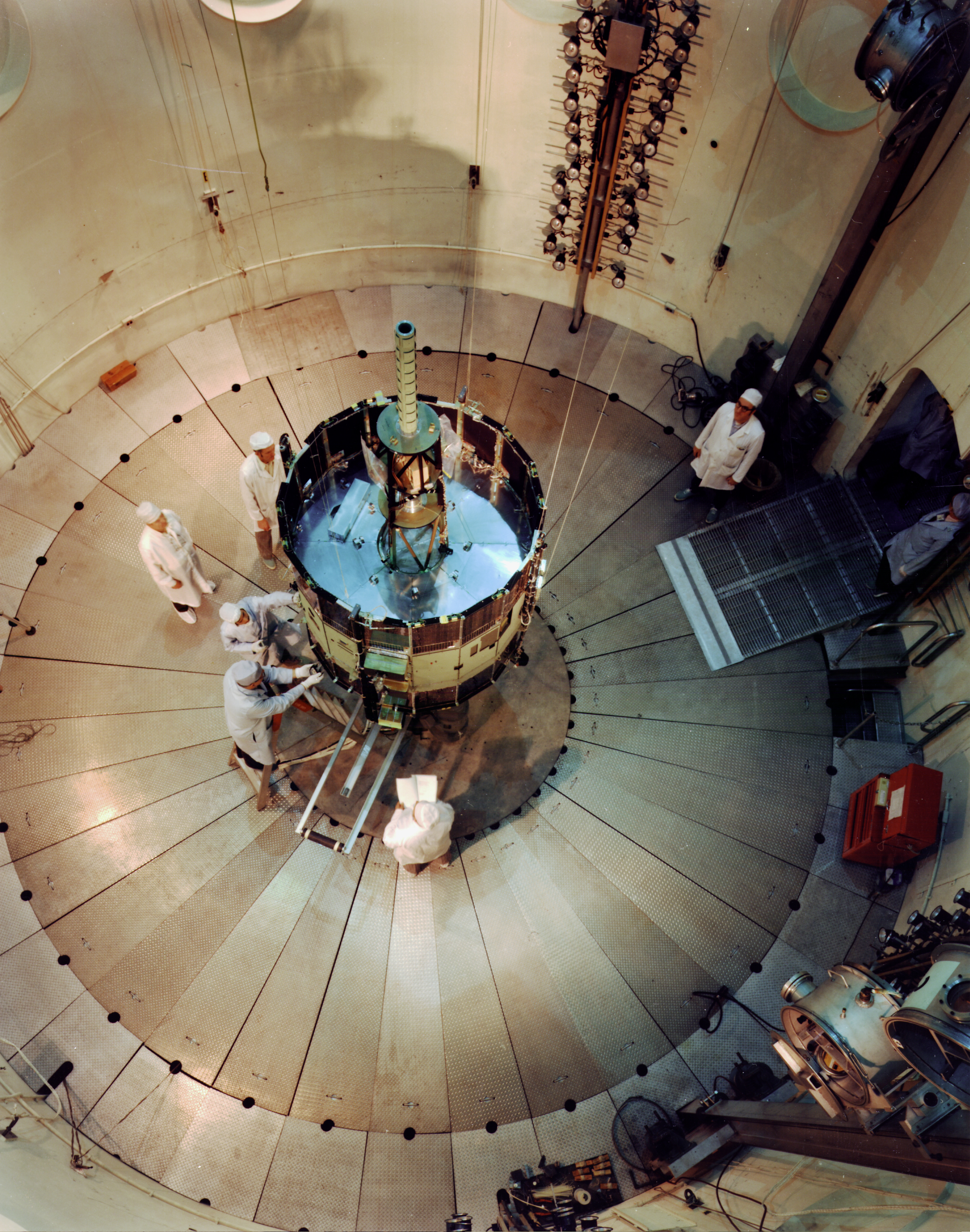
ISEE3/ICE vor dem Start

ISEE-3 (International Sun Earth Explorer-3, später in ICE (International Cometary Explorer) umbenannt) ist eine US-amerikanische Raumsonde, die zwischen 1978 und 1997 zur Erforschung der Erde, der Sonne und von Kometen aktiv war und der 1985 die erste Annäherung an einen Kometen gelang. Sie führte Messungen durch, nahm aber keine Bilder auf.

## Programm ISEE
Unter dem Namen „International Sun-Earth Explorer“ (ISEE, im dt. etwa: Internationaler Sonnen- und Erderforscher) starteten die NASA und die ESA ab 1977 drei Satelliten. Die ersten beiden starteten schon 1977 gemeinsam in eine Erdumlaufbahn. Ziel war die Erforschung des Erdmagnetfeldes.

## Primärmission
Der Höhepunkt des ISEE-Programms war allerdings die Raumsonde ISEE-3 (auch „ISEE-C“ und „Explorer 59“; US-amerikanisch mit europäischer Beteiligung). Diese Sonde wurde am 12. August 1978 mit einer Delta-2914-Rakete in einen Halo-Orbit um den Lagrange-Punkt (auch Librationspunkt) L1, 1,5 Millionen km von der Erde entfernt, gebracht. Von hier aus sollte ISEE-3 die Wechselwirkung des Erdmagnetfeldes mit dem Sonnenwind erforschen.

## Erweiterte Missionen
Als der Besuch des Halleyschen Kometen 1986 bevorstand, hatten NASA und ESA zunächst eine gemeinsame Mission beschlossen. Jede der beiden Weltraumorganisationen sollte eine Sonde entsenden. Doch aufgrund von Budgetkürzungen wurde die NASA-Sonde 1981 gestrichen (die europäische Sonde war Giotto). Um bei der Erforschung des Kometen nicht den Europäern, Russland und Japan das Feld überlassen zu müssen, schaute die NASA nach kostengünstigem Ersatz. ISEE-3 war eine Sonde, die eine geeignete Ausrüstung an Bord hatte. So wurde die Sonde von ihrem Halo-Orbit um L1 abgezogen und in einigen komplexen „gravity assist“-Manövern (Swing-by) an Erde und Mond vorbeigelenkt. Danach hatte die Sonde ausreichend Geschwindigkeit, um das Erdschwerefeld zu verlassen. Die 480 kg schwere Sonde erhielt danach einen neuen Namen: „International Cometary Explorer“ (ICE; im dt. etwa: Internationaler Kometenerforscher).
Auf dem Weg zu 1P/Halley flog sie am 11. September 1985 durch den Schweif des Kometen Giacobini-Zinner.
Später lieferte ISEE-3 unterstützende Messungen für die Sonnensonde Ulysses.

## Verlauf

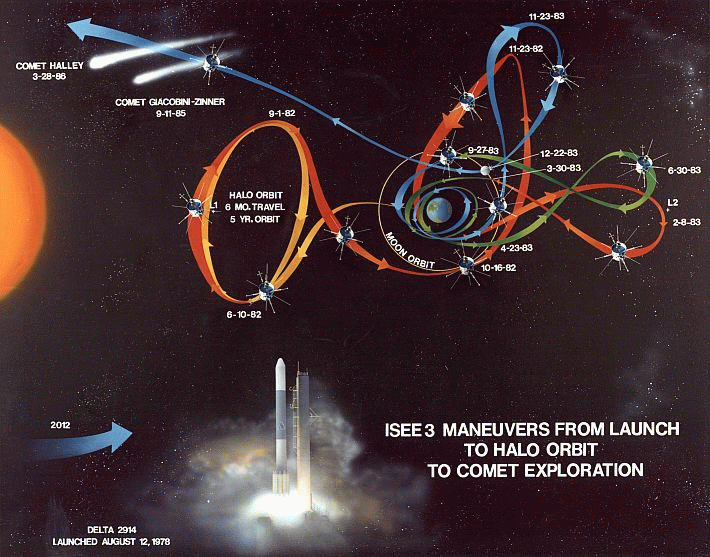
ISEE-3/ICE-Flugbahn

- ISEE-3 startete am 12. August 1978.
- Die Sonde erreichte am 20. November 1978 den Orbit um den L1-Punkt.
- Am 10. Juni 1982 begann ISEE-3 mit Manövern, die zum Verlassen des L1-Orbits am 1. September 1982 führten.
- Erstes „gravity-assist“-Manöver am Mond fand am 16. Oktober 1982 statt, weitere am 30. März, 23. April, 27. September und am 22. Dezember 1983, danach verließ ISEE-3 das Erdschwerefeld. Zweimal, am 8. Februar und am 30. Juni 1983 hatte die Sonde auch den (sonnenabgewandten) L2-Punkt passiert.
- Am 11. September 1985 flog die nun ICE genannte Sonde in 7.800 km Abstand am Kometen Giacobini-Zinner vorbei.
- Zur Beobachtung des Halleyschen Kometen leistete ICE dagegen nur einen geringen Beitrag. Die Sonde war im März 1986 31 Millionen km von dem Kometen entfernt, so dass nur wenig nutzbringende Erkenntnisse gewonnen werden konnten.
- In den 1990er Jahren unterstützte ICE die europäisch-US-amerikanische Sonnensonde Ulysses.
- Am 5. Mai 1997 wurde die Sonde aufgegeben.

## Ergebnisse
ISEE-3/ICE war in vielerlei Hinsicht Pionier: Sie war die erste US-Sonde mit europäischer Beteiligung – später Standard. Sie war die erste Sonde in einem Orbit um L1 und auch als erste in der Nähe von L2 – ab den 1990er Jahren Standardpositionen für Sonden. Und sie war die erste Sonde, die an einem Kometen vorbeiflog. Dieser Vorbeiflug bestätigte u. a., dass Kometen hauptsächlich aus Wassereis, aber auch aus Gasen, organischen Molekülen und Staub bestehen.

## Rückkehr 2014
Anlässlich der Rückkehr in Erdnähe von ISEE-3/ICE im Jahr 2014 wurde im September 2008 das Deep Space Network auf die Position des Satelliten ausgerichtet und es wurde festgestellt, dass die Sonde immer noch in Betrieb ist und Telemetriedaten sendet. Deren Auswertung ergab, dass 12 der 13 Instrumente noch in Funktion sind und noch genug Treibstoff an Bord ist, um ein neues Ziel zu erreichen. Allerdings gibt es seitens der NASA keine Möglichkeit mehr, Signale zur Sonde zu schicken, da die dafür im Deep Space Network erforderlichen Sender bereits 1999 abgebaut wurden und der Wiederaufbau zu teuer wäre. Am 1. und 2. März 2014 gelang es Funkamateuren, den Bakensender der Sonde an der Sternwarte Bochum zu empfangen. Es fanden Überlegungen statt, dort eine Sendeanlage für die Kommunikation mit der Sonde einzurichten, um diese auf eine für weitere wissenschaftliche Experimente geeignete Flugbahn schicken zu können.
Andere Projekte, angelehnt an das Lunar Orbiter Image Recovery Project (LOIRP), versuchen ebenfalls mithilfe historischer Daten, einen Kontakt mit der Sonde aufzubauen.
Am 29. Mai 2014 meldete das Space College, dass eine Zweiwegkommunikation über das Arecibo-Observatorium etabliert werden konnte. Das Space College plant, sie in eine Erdumlaufbahn zu bringen, um sie dort weiter zu nutzen.
Am 2. Juli 2014 gelang es – nach dem letzten Manöver der Sonde am 2. Februar 1987 –, die Triebwerke zu reaktivieren und zu einer Korrektur der Eigenrotation von zuvor 19,16 auf 19,76 Umdrehungen pro Minute zu nutzen, die nun wieder innerhalb der Toleranzschwelle der ursprünglichen Missionsparameter (19,75 ± 0,02) liegt. Dagegen scheiterten erste Versuche zur Kurskorrektur wegen Problemen mit den Triebwerken, da wahrscheinlich das Stickstoffgas, welches den Treibstoff aus den Tanks drückt, ausgegangen ist.
ISEE-3 befindet sich seither auf einem Orbit um die Sonne und wird sich erst im August 2029 wieder in Erdnähe befinden. Einige der Experimente an Bord konnten aktiviert werden und übertrugen Messdaten.
Am 16. September 2014 ging der Funkkontakt zu ISEE-3 verloren. Es wird davon ausgegangen, dass sich die Sonde wegen zu geringer Stromversorgung in den Safe-Mode geschaltet hat. Ursache für den Einbruch der Stromversorgung ist die vergrößerte Entfernung zur Sonne, da sich die Sonde nicht in einem gleichmäßigen Abstand zur Sonne bewegt.

## Aufbau der Sonde
Ausführlichere Beschreibung: →  ISEE/ICE-Programm#ISEE 3

ISEE hat einen zylinderförmigen Hauptkörper, an dessen Stirnseiten jeweils das Triebwerk bzw. die Hauptantenne angeordnet sind. Seitlich stehen vier lange Messantennen mit einer Spannweite von je 91 Metern ab. Die Gesamtmasse der Sonde beträgt 390 kg. An Bord befinden sich dreizehn wissenschaftliche Instrumente.

## Populärkultur
- Im xkcd-Comic vom 3. März 2014 wurde Bezug auf ICE genommen.[19]
- Verschiedene Medien[20][21] haben 2014 berichtet, dass der Besuch am Kometen Giacobini-Zinner von einem der Missionsdesigner von ISEE-3 eigenmächtig eingeleitet wurde.